# ОШ „Аврам Мразовић” Сомбор
Основна школа "Аврам Мразовић" је основана 1953. године и налази се у улици Подгоричка број 2, у Сомбору. Поред матичне школе у Сомбору, настава се изводи и у два издвојена одељења у Лугову и Жарковцу.

## Историјат
Школа је основана Решењем Народног одбора општине Сомбор 22. августа 1953. године. Школа је 1956. године постала Вежбаоница где се изводила студентска пракса Учитељске школе. Данашња зграда школе свечано је отворена 29. новембра 1961. године. Дотадашња Вежбаоница 15. децембра 1962. године постаје Огледна школа "Аврам Мразовић", а учитељи школе одржавали су огледне часове за учитеље целе Војводине. Школа 1965. године прераста у Педагошки центар "Аврам Мразовић". Данашњи назив, Основна школа "Аврам Мразовић", добија 1973. године.

## Назив школе
Школа је назив добила по оснивачу Норме, најстарије школе за образовање учитеља у Србији – Авраму Мразовићу.

### Аврам Мразовић
Аврам Мразовић (Сомбор, 12. март 1756 — Сомбор, 20. фебруар 1826) био је српски просветитељ, педагог, књижевник, преводилац, племић и сенатор слободног и краљевског града Сомбора.

## Награде
- Основна школа "Аврам Мразовић" је 1972. године награђена Републичком наградом "25. мај" за изузетан успех и постигнуте раезултате у области образовања и васпитања.[2]
- 8. новембра 2002. године поводом Дана просветних радника, школа је добила престижно Покрајинско признање "Др Ђорђе Натошевић", које се додељује најуспешнијим колективима или појединцима у области образовања.[2]
- Године 2003. престижно Покрајинско признање "Др Ђорђе Натошевић" добила је наставница српског језика Сузана Секулић.[2]
- Године 2004. престижно Покрајинско признање "Др Ђорђе Натошевић" добила учитељица Јованка Филиповић.[2]

## Настава
Настава се у централној згради одржава у две смене. У подручним одељењима у Лугову и Жарковцу настава се одвија само у преподневној смени. Као редован предмет у школи се изучава енглески језик, а као изборни или други страни – француски језик.